# Helen Hicks
Helen Hicks, née le 11 février 1911 à Cedarhurst (États-Unis) et morte le 16 décembre 1974, est une golfeuse professionnelle dans les années 1920, 1930, 1940 et 1950.
Pratiquant le golf dès son plus jeune âge grâce à son père, Helen Hicks se révèle dans les années 1930 être l'une des meilleures amateures des États-Unis. Elle devient l'une des premières golfeuses à devenir professionnelle en signant pour l'entreprise Wilson Sporting Goods avec un équipement à son nom. Elle remporte alors deux tournois majeures : le Western Open en 1937 et le Championnat Titleholders en 1940.
Après la Seconde Guerre mondiale, dotée d'une forte personnalité, elle reste dans le golf, aide à former de nombreuses golfeuses et intègre en 1950 le circuit LPGA dès sa création en tant que membre fondateur.

## Palmarès

### Victoires professionnelles
| N° | Date       | Circuit principal | Tournoi                  | Score      | Par  | Marge  | Finaliste        |
| -- | ---------- | ----------------- | ------------------------ | ---------- | ---- | ------ | ---------------- |
|    | 1937       | -                 | Western Open             | match play |      | 6 & 5  | Bea Barrett      |
|    | 19/08/1940 | -                 | Championnat Titleholders | 336        | + 36 | 1 coup | Helen Dettweiler |